# Rumiñahui (Vulkan)
Der Rumiñahui (von Quechua rumi=Fels, ñahui=Gesicht) ist ein 4721 m hoher
nicht mehr aktiver, stark erodierter Vulkan, der südlich von Quito in den Anden Ecuadors liegt. Er wird weit überragt von seinem Nachbarn Cotopaxi und ist leicht zu besteigen.